# Sân vận động Sangju Civic
Sân vận động Sangju Civic là một sân vận động đa năng ở Sangju, Hàn Quốc. Sân hiện đang được sử dụng chủ yếu cho các trận đấu bóng đá. Sân vận động có sức chứa 15.042 khán giả.